# Antonio Cantudo
Antonio Manuel Cantudo Hernández (Santa Cruz de Tenerife, 4 agosto 1951 – 13 marzo 2023) è stato un calciatore spagnolo.

## Carriera
In attività giocava come attaccante. Con il Siviglia conquistò la promozione in Primera División nella stagione 1974-1975.